# Поберезька сільська рада
| Поберезька сільська рада — орган місцевого самоврядування у Тисменицькому районі Івано-Франківської області з адміністративним центром у с. Побережжя. 17.10.1954 облвиконком рішенням № 744 передав хутір Київці до Поберезької сільської ради з Жовтневої селищної ради. Водоймища на території, підпорядкованій даній раді: річка Дністер. Сільській раді підпорядковані населені пункти: - с. Побережжя |

## Склад ради
Рада складається з 16 депутатів та голови.

### Керівний склад ради
| ПІБ                          | Основні відомості                                            | Дата обрання | Дата звільнення |
| ---------------------------- | ------------------------------------------------------------ | ------------ | --------------- |
| Тихонюк Володимир Михайлович | Сільський голова, 1960 року народження, освіта, безпартійний | 26.03.2006   | 31.10.2010      |

Примітка: таблиця складена за даними джерела